# Ordnungsnormenausweis
Der Ordnungsnormenausweis ist eine in Österreich geschaffene Kontrolle im Rahmen der Bankenaufsicht. 

## Auskunft
Hierbei wird Auskunft über die Einhaltung der ordnungspolitischen Normen auf Einzelkreditinstitutsbasis (ONA unkonsolidiert) bzw. auf Basis einer konsolidierten Institutsgruppe (ONA konsolidiert) gemäß § 30 Bankwesengesetz (BWG) an die Oesterreichische Nationalbank erteilt. Es handelt sich um eine  Verordnung des Bundesministers für Finanzen zur Durchführung des Bankwesengesetzes. 